# Мајкл Рајачић
Мајкл Рајачић (енгл. Michael Rajacich) је био амерички потпоручник српског порекла, припадник Канцеларије за стратешке услуге и учесник операције Халијард.

## Биографија

### Младост и образовање
Родитељи Мајла Рајачића су били пореклом Срби из Лике, а његов отац се доселио у Сједињене Државе 1896. године.
Паралелно са студијама у Хибингу, радио је као рудар. Захваљујући стипендији српских емиграната, студирао је на Универзитету у Београду од 1934. до 1938. године.
Од 1940. године је радио у Министарству рата Сједињених Америчких Држава.

### Други светски рат
Ступио је у војску 22. јула 1943. године. Из Канцеларије за стратешке услуге је премештен у 15. корпус ваздухопловних снага под командом генерала Нејтана Твининга у Италији, где је придружен групи "Ренџер" пуковника Роберта Макдауела, која је имала задатак да организује спасавање америчких ваздухопловаца оборених изнад Југославије.
У поноћ 2. августа 1944. године, искочио је из авиона и падобраном се спустио у Прањане, поред штаба генерала Драгољуба Михаиловића, заједно са потпуковником Џорџом Мусулином.
Заједно са пуковником Макдауелом и генералом Михаиловићем, током јесени 1944. године је ишао кроз Босну. Евакуисан је 1. новембра 1944. године са аеродрома у Бољанићу код Добоја, заједно са пуковником Макдауелом.

### Чинови
- старији водник (22. јул 1943)
- потпоручник (септембар 1944)